# Barnaby Joyce
Barnaby Thomas Gerald Joyce (ur. 17 kwietnia 1967 w Tamworth) – australijski polityk, na szczeblu stanowym będący członkiem Liberal National Party of Queensland (LNP), zaś na szczeblu federalnym należący do Narodowej Partii Australii (NPA). W latach 2013 -2016 zastępca federalnego lidera NPA, od 11 lutego 2016 lider tej partii. W latach 2005−2013 senator ze stanu Queensland. Od 2013 poseł do Izby Reprezentantów oraz minister rolnictwa, a od 18 lutego 2016 do 23 maja 2022 wicepremier Australii.

## Życiorys

### Pochodzenie i wykształcenie
Wychowywał się w farmerskiej rodzinie, jego ojciec był z pochodzenia Nowozelandczykiem, a matka Australijką. Ukończył studia handlowe na University of New England. Przed rozpoczęciem kariery politycznej utrzymywał się z pracy księgowego.

### Kariera polityczna
W 2004 Joyce po raz pierwszy został wybrany do Senatu Australii jako kandydat NPA, zaś w 2005 rozpoczął urzędowanie. W 2008 stanowe struktury NPA i Liberalnej Partii Australii (LPA) połączyły się w Queensland jedno ugrupowanie, LNP, którego członkowie nie tworzą jednak w parlamencie federalnym osobnego klubu, lecz przystępują do frakcji LPA lub NPA. W 2010 uzyskał reelekcję. W 2013 przeniósł się do Izby Reprezentantów, uzyskując mandat w okręgu wyborczym New England. Okręg ten znajduje się w stanie Nowa Południowa Walia, co czyni z Joyce’a pierwszą w historii osobę, która reprezentowała w obu izbach parlamentu dwa różne stany.
W 2008 Joyce stanął na czele senackiej frakcji NPA, zaś 13 września 2013 został wybrany na federalnego wicelidera tej partii. Pięć dni później wszedł w skład tworzonego przez Koalicję gabinetu Tony’ego Abbotta jako minister rolnictwa. Zachował to stanowisko również w utworzonym we wrześniu 2015 gabinecie Malcolma Turnbulla.

#### Wicepremier Australii
11 lutego 2016 dotychczasowy lider NPA i zarazem wicepremier w koalicyjnym rządzie, Warren Truss, ogłosił swoją dymisję oraz zamiar przejścia na polityczną emeryturę przy okazji najbliższych wyborów. Jeszcze tego samego dnia parlamentarzyści NPA wybrali Joyce’a na swojego nowego lidera, nie miał żadnego kontrkandydata. Oznaczało to również powierzenie mu urzędu wicepremiera, który formalnie objął tydzień później.